# M'el Dowd
M'el Dowd, all'anagrafe Mary Ellen Dowd (Chicago, 2 febbraio 1933 – Tarrytown, 26 settembre 2012) è stata un'attrice e cantante statunitense.

## Biografia
Dopo gli studi di recitazione al Goodman Theatre di Chicago, Dowd si trasferì a New York, dove si affermò come interprete shakespeariana nell'Off Broadway della fine degli anni 50. Tra il 1955 ed il 1957, infatti, interpretò Lady Macbeth in Macbeth, Titania in Sogno di una notte di mezz'estate, Portia in Giulio Cesare e Lady Capuleti in Romeo e Giulietta. Nel 1958 fece il suo debutto a Broadway, mentre l'anno successivo era la sostituta di Geraldine Page (accanto a un giovane Paul Newman) nella prima di Broadway de La dolce ala della giovinezza. Nel 1960 fu la prima a interpretare la Fata Morgana all'esordio a Broadway di Camelot con Richard Burton e Julie Andrews e la Dowd rimase nel cast per tre anni. Nel 1967 fu una volta di un altro musical a Broadway, The Sound of Music, in cui interpretava la baronessa Elsa Schraeder, mentre nel 1969 fu la sostituta di Angela Lansbury nel flop di Broadway Dear World. Dopo la sua ultima apparizione a Broadway nel 1972, Dowd continuò a recitare a livello regionale sia in opere di prosa (come La notte dell'iguana a Baltimora, 1984) che musical teatrali (come A Little Night Music a New Haddem nel 2003).
Dowd è stata sposata con il ristoratore francese Henri G. Eudes dal 1962 e la coppia ha avuto un figlio, Richard.

## Filmografia parziale

### Cinema
- Il ladro (The Wrong Man), regia di Alfred Hitchcock (1956)
- Questa notte o mai (This Could Be the Night), regia di Robert Wise (1957)
- F/X - Effetto mortale (F/X), regia di Robert Mandel (1986)
- Ci penseremo domani (See You in the Morning), regia di Alan J. Pakula (1989)

### Televisione
- The Adventures of Jim Bowie – serie TV, 1 episodio (1957)
- La città in controluce (Naked City) – serie TV, 1 episodio (1963)
- Flipper – serie TV, 1 episodio (1964)
- The Adams Chronicles – miniserie TV, 6 puntate (1976)
- Great Performances – serie TV, 1 episodio (1977)
- La signora in giallo (Murder, She Wrote) – serie TV, episodio 4x04 (1987)
- Così gira il mondo (As the World Turns) – soap opera, 1 puntata (1993)
- Squadra emergenza (Third Watch) – serie TV, 1 episodio (2004)
- Law & Order - I due volti della giustizia (Law & Order) – serie TV, 1 episodio (2005)